# 天潢五
天潢五，即御夫座μ（μ Aur, μ Aurigae）是一个位于御夫座的恒星，距离地球约162光年。
天潢五是一颗白色A-型主序星，视星等为+4.82。
在中国古代星官系统中，它属于西方白虎七宿毕宿的星官天潢第五星，这也是天潢五名字的来由。